# Siiransaari (ö i Norra Österbotten, Oulunkaari, lat 64,77, long 26,42)
Siiransaari är en ö i Finland.   Den ligger i den ekonomiska regionen  Oulunkaari  och landskapet Norra Österbotten, i den centrala delen av landet, 500 km norr om huvudstaden Helsingfors. Siiransaari ligger i sjön Utajärvi.